# Memorial Beach
Memorial Beach è il quinto album in studio del gruppo musicale a-ha, pubblicato nel 1993.

## Descrizione
L'album che segna la fine della prima fase della carriera degli a-ha; nei successivi sette anni i membri del gruppo, infatti, si sono dedicati a loro autonomi progetti: Morten Harket da solista (carriera già partita nel 1993 con il primo album, tutto Norvegese, Poetenes Evangelium), Magne Furuholmen con quella da scultore e Pal Waaktaar con il gruppo dei Savoy (formato assieme alla moglie Laureen Savoy). Memorial Beach riprende i toni caldi ed introspettivi del precedente East of the sun and west of the moon, raggiungendo il picco di maggior distanza dal più tipico genere della band (il synth-pop), genere col quale si impose all'attenzione mondiale, e qui completamente abbandonato con una eclatante virata verso l'uso pieno della sessione ritmica ed in special modo del basso, declinato in ogni suo verso. La maturazione della band si percepisce già dal primo ascolto, con conseguente grande successo dal vivo. Diversamente dalle aspettative, tuttavia, l'album non registrava le vendite cui la band era abituata, mandando i tre in stand-by appunto per quasi sette anni. Dopo il tour che li porterà in giro per il mondo fino a quasi tutto il 1994, infatti, i tre si separeranno ritrovandosi inizialmente nel 1998 per il Nobel Peace Price di Oslo e poi in studio per il successivo album Minor Earth Major Sky.
Il video del brano di apertura Dark is the night venne censurato da MTV perché considerato troppo sexy con un Morten Harket a petto nudo; il pezzo si presenta fortemente intriso di tastiere che dominano sino all'ultima nota tutto il suo sound. Move to Memphis, il brano di lancio dell'album, (ma già inserito, in anteprima, sulla raccolta Headlines and Deadlines)non è stato mai veramente lasciato indietro dalla band, che spesso, infatti, lo reinserisce nelle set list tour. La title track Memorial Beach resta in assoluto uno dei brani più caldi della band e amati dai fans; pieno di nostagiche atmosfere estive immerge l'ascoltatore nei suoi più dolci ricordi giovani. Lamb to the Slaughter è un vero gioiello di perfezione artistica. In How Sweet It Was esplode la notoria carica vocale del frontman Harket, che accarezzando toni davvero bassi, si innalza verso altri sfacciatamente alti; "Locust" brano difficile e molto particolare, ma sempre nel tipico aeroso e caldo sound nordico; e poi c'è "Cold as Stone" brano di una nostalgica profondità caldo-rock come poche davvero. L'album impone un forte sound caldo, piuttosto lontano dai suoni freddi degli iniziali a-ha; continua la virata rock della band iniziata con "East of the Sun Weast of the Moon", con sessioni ritmiche e bassi estremi.

## Tracce
Tutti i brani sono di Paul Waaktaar-Savoy, eccetto dove indicato.
1. Dark Is The Night For All - 3:38
2. Move To Memphis - 4:16 (Paul Waaktaar-Savoy; Magne Furuholmen)
3. Cold As Stone - 8:15
4. Angel In The Snow - 4:10
5. Locust - 5:04
6. Lie Down In Darkness - 4:24
7. How Sweet It Was - 5:54
8. Lamb To The Slaughter - 4:17 (Magne Furuholmen)
9. Between Your Mama And Yourself - 4:12
10. Memorial Beach - 4:32

## Formazione
- Morten Harket – voce
- Magne Furuholmen – pianoforte, tastiere, chitarra voce di supporto
- Paul Waaktaar-Savoy – chitarra principale, basso, voce di supporto